# Kellee Maize
Kellee Maize (née le 18 janvier 1980) est une rappeuse américaine, chanteuse et auteur-compositeur. Son premier album, Age of Feminine, a été publié en 2007. Maize s'est impliquée dans le secteur musical depuis un peu plus d'une décennie et a enregistré puis sorti six albums dont furent extraits une poignée de singles. En 2011, les vidéos de sa chaîne YouTube totalisaient plus de quatre millions de vues, et elle avait plus de 180 000 fans sur Twitter et Facebook. Ses albums ont été téléchargés plus de 400 000 fois et elle a été mentionnée dans divers médias plus de 200 fois. Selon un article daté de 2011, une recherche Google pour « female rapper » (rappeuse) affichait son site web en première position parmi les résultats de recherche. Kellee Maize publie tous ses titres sous licences Creative Commons et a déclaré sur le site Team Open de l'organisation Creative Commons : « Je ne fais pas confiance à l'industrie musicale en général. Je ne pense pas qu'elle valorise la musique de l'artiste. CC est une des nombreuses façons que nous avons eues de faire les choses différemment. Je la recommande vivement. ».

## Jeunesse
Kellee Maize est née à Reading, en Pennsylvanie et fut adoptée par une famille qui vivait à New Berlin, une petite ville dans le centre de ce même État. À l'âge de neuf ans, elle lance son premier groupe de rap, Thunder and Lightning. Au cours de son adolescence, elle déménage à Pittsburgh puis, en 2000, commence à rapper et chanter sur scène. Cependant le besoin financier la conduit à effectuer une activité salariée en parallèle. Maize est diplômée de la Mifflinburg Area High School. Elle a ensuite étudié à l'Université de Pittsburgh.
Elle travaille en suivant au Pittsburgh City Paper, journal où elle commence à promouvoir les événements autour de la ville. Durant cette période, elle contribuera au lancement de plusieurs programmes de soutien et promotion de musiciens et d'artistes spoken word locaux, ainsi que d'un défilé de mode local. Elle est rapidement promue au poste d'events and promotions director (Directrice des événements et promotions). Après avoir été confrontée au combat de sa mère qui a réchappé d'un cancer puis à la mort subite de son père, Maize revient à la musique comme moyen de faire face.

## Vie personnelle
Maize fut adoptée bébé par Chris et Terry Maize, puis réunie à sa famille biologique à l'âge de 22 ans. Son père biologique est l'acteur Jimmy McNichol et la tante de sa mère biologique est l'ancienne actrice Kristy McNichol. Maize est mariée et elle a un fils.
En 2006, Kellee Maize fonde Näkturnal, une entreprise de guérilla marketing basée à Pittsburg. La société a travaillé avec de nombreuses organisations renommées, notamment la Campagne One ou encore EcoSMART, et elle est impliquée dans le Pittsburgh de la vie nocturne,. Maize demeure la propriétaire et PDG de la société.

### Activisme et spiritualité
Kellee Maize est une militante du droit des femmes, de l'écologisme et des questions relatives à la pauvreté et au racisme. Son côté spirituel se reflète dans sa musique. Elle étudie les questions environnementales et mondiales, le pouvoir de l'intention, la méditation, la physique quantique, l'astrologie, le Tarot et la sagesse autochtone. Maize sent que son but dans la vie est de faire de la musique qui envoie de la bonne énergie et qui incite les gens à penser. En 2012, au sujet de sa pratique de la méditation, Maize déclare : « j'ai appris la méditation transcendantale il y a de nombreuses années et j'ai trouvé qu'elle pouvait changer la vie ».
En 2013, Maize se produit au Zeitgeist Media Festival à Los Angeles et à New York, en soutenant le Mouvement Zeitgeist (The Zeitgeist Movement ou TZM) lequel se revendique comme le plus grand mouvement social pacifique au monde et préconise le remplacement de l'actuel système global par une société durable hautement technique qualifiée d'économie basée sur les ressources. Maize est également apparue dans le court documentaire de Peter Joseph, fondateur du TZM, et intitulé « Culture in Decline 6: Take of Two Worlds ».
Maize a déclaré avoir « des problèmes avec la politique », mais a soutenu Hillary Clinton à l'Élection Présidentielle de 2016. Elle a sorti un single, « #MakeLoveNotTrump », mis en ligne le 19 octobre 2016 en signe d'opposition à la candidature de Donald Trump.

## Carrière

### Débuts
Maize sort son premier album, Age of Feminine, de manière indépendante, en juin 2007. L'album intègre des rythmes hip-hop traditionnels. Comportant 11 chansons, il reçoit alors des critiques positives, avec plus de deux millions d'écoutes et plus d'une centaine de milliers de téléchargements.
Son deuxième album, Aligned Archetype, a été publié à l'échelle nationale en janvier 2010. Celui-ci propose des sons issus du dubstep, du hip-hop et du Baltimore club. Il est un succès critique en ligne et devient l'album vedette pour FrostWire, faisant de Kellee Maize l'artiste la plus téléchargée jusqu'alors sur ce service, avec plus de 135 000 téléchargements d'album complet en un mois.
L'album présente l'un de ses titres et clip vidéo le plus populaire à ce jour, « Third Eye ».

### De l'album «Intégration» à ce jour
Le troisième album de Kellee Maize, Integration, est publié le 11 novembre 2011. L'album reçoit une attention immédiate. Rien que sur FrostWire seul, il est téléchargé plus de cent mille fois au cours du premier mois suivant sa sortie.
Le succès de cet album aide Maize à devenir l'artiste numéro un la plus téléchargée sur Amazon.com.
En juin 2011, elle rejoint Eminem, Lil Wayne, OutKast, J. Cole, et d'autres en tant que l'une des sept figures du hip-hop à se produire au Bonnaroo Music Festival dans le Tennessee,.
Elle interprète alors une setlist de 45 minutes avec le collaborateur de longue date DJ Huggy.
Maize commence ensuite à travailler sur son quatrième album studio et sort le single « Google Female Rapper », un freestyle sur la chanson populaire de Twista, « Overnight Celebrity ».
Lors d'une interview en 2012 avec XXL, Maize déclare qu'elle aimerait changer le hip-hop en « rappant et chantant sur des choses qu'on ne trouve pas dans le hip-hop grand public comme le yoga, la défense de l'environnement, l'unité, la spiritualité, les êtres d'autres dimensions et la sagesse autochtone » . Maize figure dans un article de 2012 du magazine culturel en ligne Global Grind à propos des rappeuses blanches.
Le quatrième album de Kellee Maize, Owl Time, sort le 12 décembre 2012.
Son cinquième album, The 5th Element, est officiellement publié le jour de la Saint-Valentin 2014. L'album avait été mis à disposition de la communauté Jamendo en exclusivité 10 jours auparavant. Dès le lendemain, le 15 février, l'album compte déjà plus de 90 000 lectures et plus de 6 000 téléchargements rien que sur Jamendo. Le thème principal qui ressort de The 5th Element apparaît comme étant celui de l'amour. Le design graphique de l'album fait apparaître plus de 1 000 fans qui ont envoyé des photos d'eux-mêmes illustrant l'amour quelle que soit la façon dont ils l'entendent.
Son sixième album, The Remixes, a été publié en 2015 et comporte neuf remixes de ses chansons.
En juin 2017, Kellee Maize lance sa carrière d'actrice en jouant le personnage de Popp dans la série Decker de la chaîne Adult Swim.

## Récompenses et nominations
Dans les sondages réalisés par le Pittsburgh City Paper, Maize figurera au « Top 3 Best Hip Hop Performers » (top 3 des meilleurs interprètes hip-hop) durant trois années d'affilée (2008-2010). En 2010, elle obtient la deuxième place derrière Wiz Khalifa.
La même année elle est nommée « Best Female Artist » (meilleure artiste féminine) au Pittsburgh Hip Hop Awards.
Son single, « City of Champions » issu de l'album « Aligned Archetype », fut en compétition face au titre « Black and Yellow » de Wiz Khalifa en tant que titre Road to the Super Bowl (en route vers le Super Bowl) favori des Steelers de Pittsburgh.
En 2011, Maize a été nommée comme l'une des « 40 under 40 » par le Pittsburgh Magazine et PUMP. Le prix reconnaît les individus qui se consacrent à façonner la Pennsylvanie de l'ouest.

## Discographie
Discographie:
- Age of Feminine (2007)
- Aligned Archetype (2010)
- Integration (2011)
- Owl Time (2012)
- The 5th Element (2014)
- Remixes (2015)
- #MakeLoveNotTrump (2016, single)[16]
- Crown (2017)